# Paradela (Mogadouro)
Paradela ist eine Gemeinde (Freguesia) im portugiesischen Kreis Mogadouro. In ihr leben 127 Einwohner (Stand 19. April 2021).